# Моготес
Моготес (исп. Mogotes) — город и муниципалитет в северо-восточной части Колумбии, на территории департамента Сантандер. Входит в состав провинции Гуанента.

## История
Поселение, из которого позднее вырос город, было основано 26 июня 1703 года. Муниципалитет Моготес был выделен в отдельную административную единицу в 1887 году.

## Географическое положение

Муниципалитет Моготес

Город расположен в юго-восточной части департамента, в горной местности Восточной Кордильеры, на левом берегу реки Моготикос, на расстоянии приблизительно 68 километров к юго-востоку от города Букараманги, административного центра департамента. Абсолютная высота — 1681 метр над уровнем моря.
Муниципалитет Моготес граничит на северо-востоке с территорией муниципалитета Молагавита, на востоке — с муниципалитетом Сан-Хоакин, на юго-востоке — с муниципалитетом Короморо, на юго-западе — с муниципалитетами Чарала, Окамонте и Валье-де-Сан-Хосе, на западе — с муниципалитетом Сан-Хиль, на северо-западе и севере — с муниципалитетом Курити. Площадь муниципалитета составляет 487,86 км².

## Население
По данным Национального административного департамента статистики Колумбии, совокупная численность населения города и муниципалитета в 2015 году составляла 10 880 человек.
Динамика численности населения муниципалитета по годам:
| 2005   | 2006   | 2007   | 2008   | 2009   | 2010   | 2011   | 2012   | 2013   | 2014   | 2015   |
| ------ | ------ | ------ | ------ | ------ | ------ | ------ | ------ | ------ | ------ | ------ |
| 10 952 | 10 958 | 10 937 | 10 923 | 10 921 | 10 913 | 10 905 | 10 900 | 10 901 | 10 889 | 10 880 |

Согласно данным переписи 2005 года мужчины составляли 51 % от населения Моготеса, женщины — соответственно 49 %. В расовом отношении белые и метисы составляли 98,6 % от населения города; негры, мулаты и райсальцы — 1,4 %.
Уровень грамотности среди всего населения составлял 85,6 %.

## Экономика
Основу экономики Моготеса составляют сельское хозяйство и производство строительных материалов.
60 % от общего числа городских и муниципальных предприятий составляют предприятия торговой сферы, 22,6 % —промышленные предприятия, 17,4 % — предприятия сферы обслуживания.

## Транспорт
Через город проходит национальное шоссе № 64 (исп. Ruta Nacional 64).